# بریونی (برند)
بریونی (انگلیسی: Brioni) برند کوتور پوشاک مردانه ایتالیایی است که یکی از شرکت‌های تابعه هلدینگ فرانسوی کرینگ محسوب می‌شود. این برند کت و شلوار یکی از گران قیمت‌ترین برندهای کت و شلوار مردانه دنیاست.
نازارِنو فونتیکولی (خیاط) و گائتانو ساوینی (کارآفرین)، این کمپانی را در سال ۱۹۴۵ در رم تأسیس کردند و به دوخت و دوز سفارشی کت و شلوارهای مردانه، کلکسیون‌های پوشاک آماده و تولید محصولات چرم پرداختند. این کمپانی در طول تاریخچه خود، مفاهیم متعددی از جمله فشن شوی پوشاک مردانه، شوی محدود، اوت کوتور پوشاک آماده به دنیا معرفی نموده است. بریونی برای صنعت سرگرمی، دنیای کسب و کار و نهادهای مختلف دنیا، مرجع و نقطه شروع به حساب می آید.
از همان ابتدای کار، بریونی در میان شخصیت‌های دنیای کسب و کار، سران دولتی و رهبران دنیای تجارت، محبوبیت یافت. در سال ۱۹۵۲ اولین فشن شوی مردانه در تاریخ توسط بریونی و در سالا بیانکا در پالاتزو پیتی واقع در شهر فلورانس برگزار شد.
در سال ۲۰۱۲، گروه فرانسوی کرینگ این کمپانی را خرید و این برند وارد فاز جدیدی شد.
مدیر خلاقیت آن از ژوئیه ۲۰۱۲ تا فوریه ۲۰۱۶، برندان مولان اهل انگلستان بوده و از آوریل ۲۰۱۶ تا سپتامبر ۲۰۱۶ جاستین اوشی ریاست بخش خلاقیت آن را بر عهده داشته‌است.